# Бучанский район
Бучанский райо́н (укр. Бучанський райо́н) — административная единица в Киевской области Украины, к западу от Киева. Административный центр — город Буча.

## История

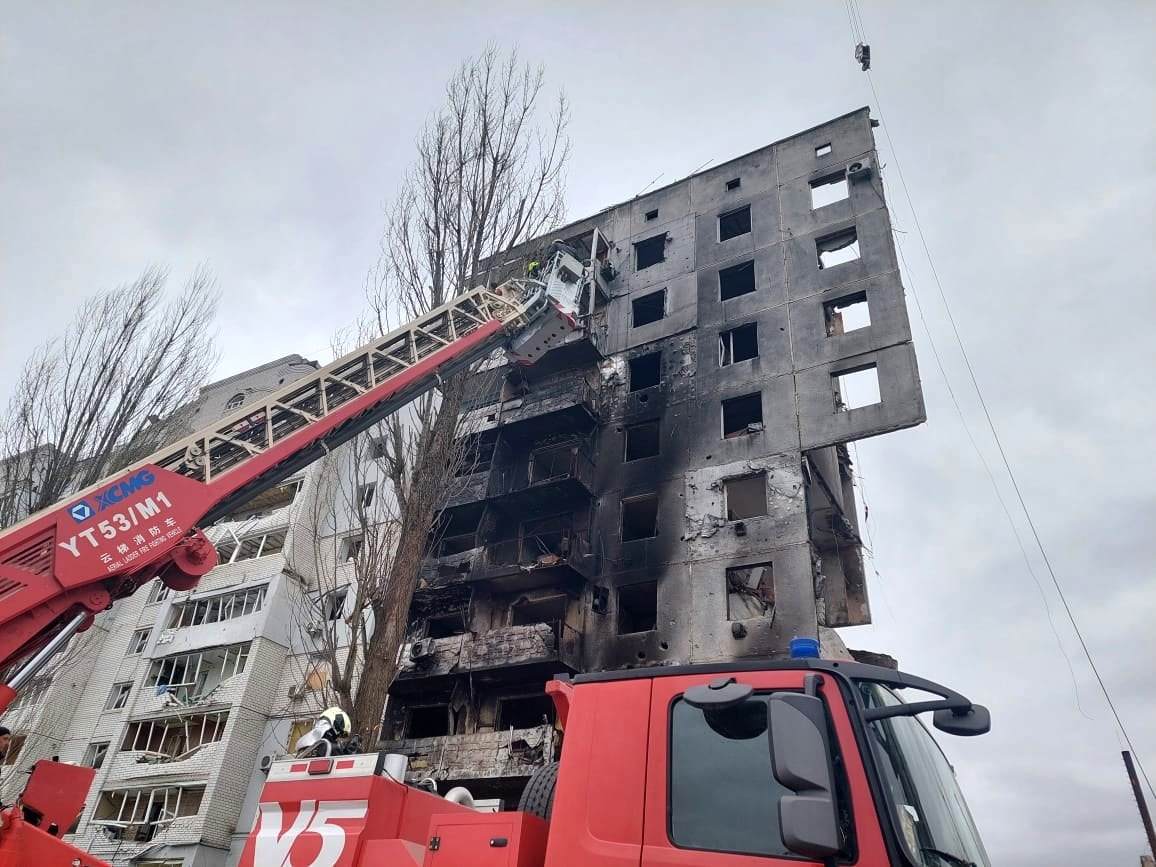
Один из разрушенных жилых домов в посёлке Бородянка после российских обстрелов в ходе вторжения России на Украину, фото 13 апреля 2022

Район образован постановлением Верховной рады Украины от 17 июля 2020 года в результате административно-территориальной реформы, в его состав вошли территории:
- Бородянского района,
- Киево-Святошинского района (частично),
- Макаровского района (кроме Бышевской сельской общины, включённой в Фастовский район),
- а также городов областного значения Буча и Ирпень.

## Население
Численность населения района — 352 254 человека.

## Административное устройство
Район делится на 12 территориальных общин (громад), в том числе 3 городские, 6 поселковых и 3 сельские общины (в скобках — их административные центры):
- Городские:
  - Бучанская городская община (город Буча),
  - Вишнёвая городская община (город Вишнёвое),
  - Ирпенская городская община (город Ирпень);
- Поселковые:
  - Бородянская поселковая община (пгт Бородянка),
  - Гостомельская поселковая община (пгт Гостомель),
  - Коцюбинская поселковая община (пгт Коцюбинское),
  - Макаровская поселковая община (пгт Макаров),
  - Немешаевская поселковая община (пгт Немешаево),
  - Песковская поселковая община (пгт Песковка);
- Сельские:
  - Белогородская сельская община (село Белогородка),
  - Борщаговская сельская община (село Петропавловская Борщаговка),
  - Дмитровская сельская община (село Дмитровка).